# Marathon Rotterdam 1989
De Marathon Rotterdam 1989 werd gelopen op zondag 16 april 1989. Het was de negende editie van deze marathon. Het evenement werd gesponsord door Philips.
Evenals in de twee voorgaande afleveringen was het de Ethiopiër Belayneh Densamo, die bij de mannen aan het langste eind trok en met de overwinning aan de haal ging. Ditmaal bleef hij met zijn tijd van 2:08.40 echter bijna twee minuten verwijderd van het wereldrecord, dat hij in 1988 had gevestigd. De Roemeense Elena Murgoci won bij de vrouwen in 2:32.03.
In totaal finishten 6096 marathonlopers de wedstrijd.

## Uitslagen

### Mannen
| rang   | naam               | land | tijd    |
| ------ | ------------------ | ---- | ------- |
| Goud   | Belayneh Densamo   | ETH  | 2:08.40 |
| Zilver | Alejandro Cruz     | MEX  | 2:09.25 |
| Brons  | Marti ten Kate     | NED  | 2:10.04 |
| 4      | Hiroshi Sunaga     | JPN  | 2:10.40 |
| 5      | Jesus Herrera      | MEX  | 2:10.55 |
| 6      | Karel David        | TCH  | 2:13.21 |
| 7      | Martin Vrabel      | TCH  | 2:13.32 |
| 8      | Gebre Tadesse      | ETH  | 2:13.33 |
| 9      | Leikun Gebremadhin | ETH  | 2:13.33 |
| 10     | Jean-Luc Assemat   | FRA  | 2:13.55 |
| 11     | Tadeusz Lawicki    | POL  | 2:13.56 |
| 12     | Wieslaw Bugaj      | POL  | 2:15.32 |
| 13     | Hideki Kita        | JPN  | 2:15.41 |
| 14     | Andy Girling       | GBR  | 2:17.38 |
| 15     | Miroslaw Dzienisik | POL  | 2:17.47 |
| 16     | Claude Minni       | FRA  | 2:19.29 |
| 17     | Manuel Fernandez   | FRG  | 2:19.44 |
| 18     | Stefan Azulai      | ISR  | 2:19.59 |
| 19     | Carlos Rivas       | MEX  | 2:20.25 |
| 20     | Marcel de Veen     | NED  | 2:20.41 |

### Vrouwen
| rang   | naam                           | land | tijd    |
| ------ | ------------------------------ | ---- | ------- |
| Goud   | Elena Murgoci                  | ROU  | 2:32.03 |
| Zilver | Tijana Pavicic-Stojcevic Krsek | CRO  | 2:39.25 |
| Brons  | Angelica Dunke                 | FRG  | 2:40.38 |
| 4      | Gerrie Timmermans              | NED  | 2:41.11 |
| 5      | Gabriele Wehr                  | GER  | 2:49.35 |
| 7      | Ulla-Maija Heinonen            | FIN  | 2:54.21 |
| 8      | Marie Larsson                  | SWE  | 2:54.55 |

1981 ·
1982 ·
1983 ·
1984 ·
1985 ·
1986 ·
1987 ·
1988 ·
1989 ·
1990 ·
1991 ·
1992 ·
1993 ·
1994 ·
1995 ·
1996 ·
1997 ·
1998 ·
1999 ·
2000 ·
2001 ·
2002 ·
2003 ·
2004 ·
2005 ·
2006 ·
2007 ·
2008 ·
2009 ·
2010 ·
2011 ·
2012 ·
2013 ·
2014 ·
2015 ·
2016 ·
2017 ·
2018 ·
2019 ·
2020 ·
2021 ·
2022 ·
2023 ·
2024